# مريشكار
مريشكار هي مدينة ومركز مقاطعة مريشكار في ولاية قشقداريا في أوزبكستان.